# Židovský dům
Židovský dům je budova, kterou postavili nebo kde přebývali významní Židé a jež zároveň má architektonickou, historickou, kulturní či vzpomínkovou hodnotu. Zpravidla se jedná o domy rabínů, židovských spolků, škol, významných židovských rodin, židovských umělců, vědců, politiků či jiných významných osobností. Na takových domech jsou někdy umístěny pamětní desky či před domem kameny zmizelých  (stolpersteine).

## Charakteristika židovských domů
Židovský dům je charakterizován určitým znaky pramenícími z judaismu. Nejčastěji to bývá znak nad vstupními dveřmi (mezuza s písmeny Š,J,D - „Šomer dlatot Jisrael" česky Strážce dveří Izraele) nebo různé symboly na fasádě, např. židovská hvězda, ad. Zvyky jako vzhled domu a jeho vybavení (např. košér kuchyně) pochází z židovských tradic, které se mohou místy lišit. V novověku se však židovský dům nemusel výrazně lišit od domů tehdy běžných.

## Galerie

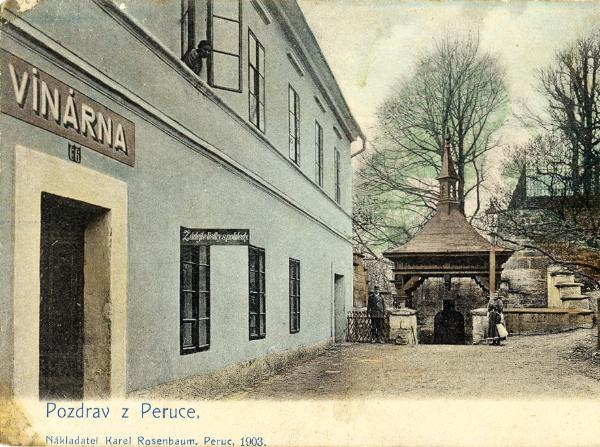
Dům Rosenbaum na Peruci
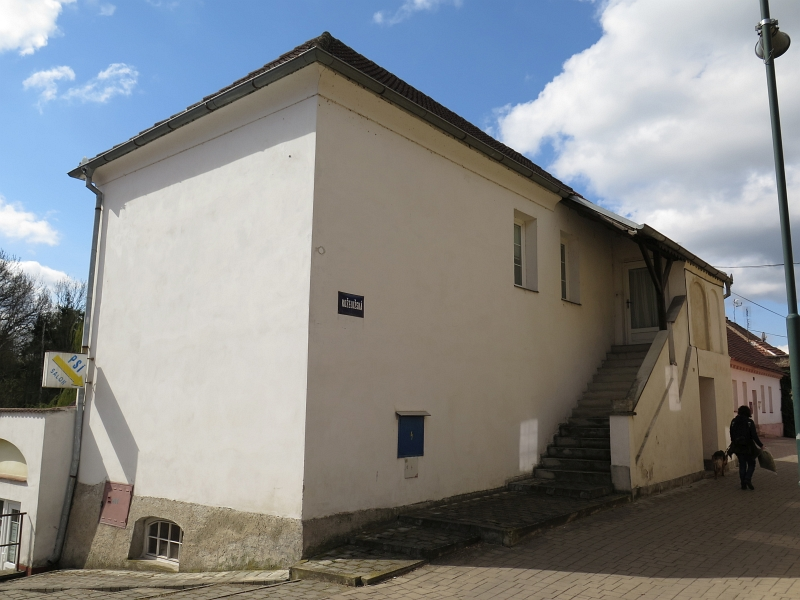
Židovský dům Libochovice
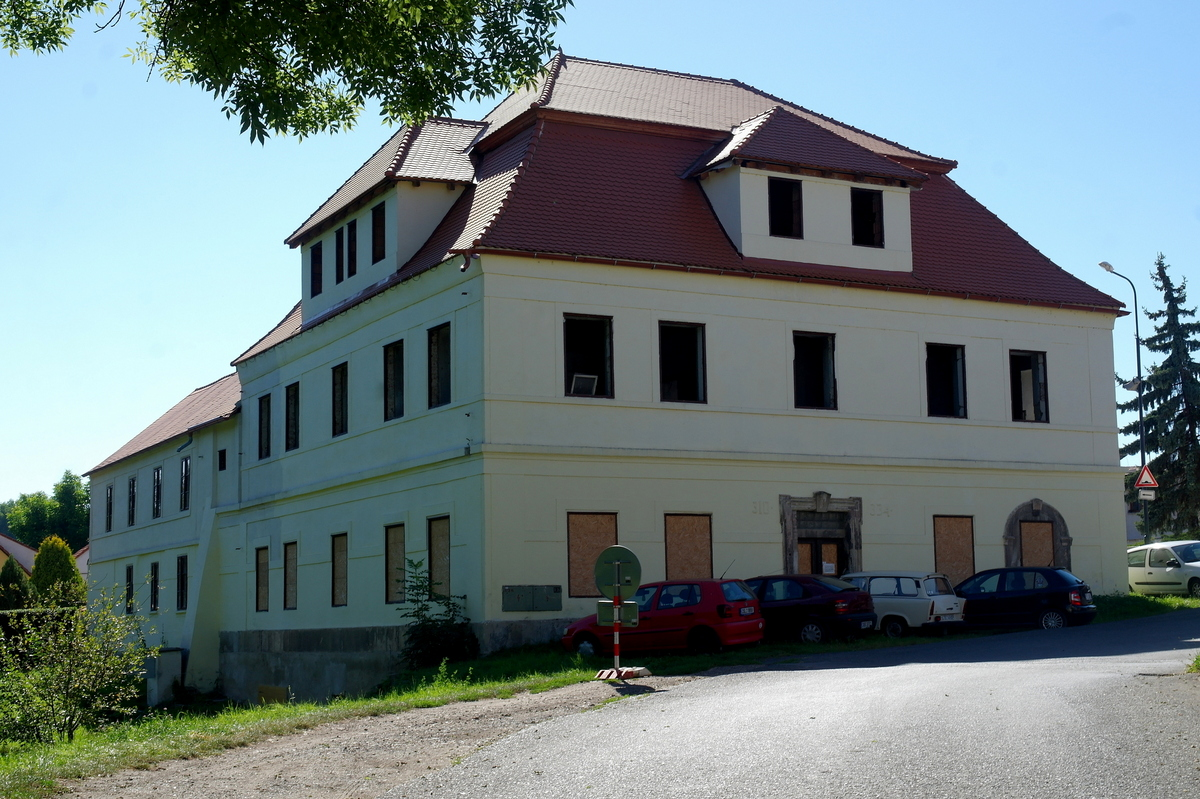
Rabínský soud Libochovice
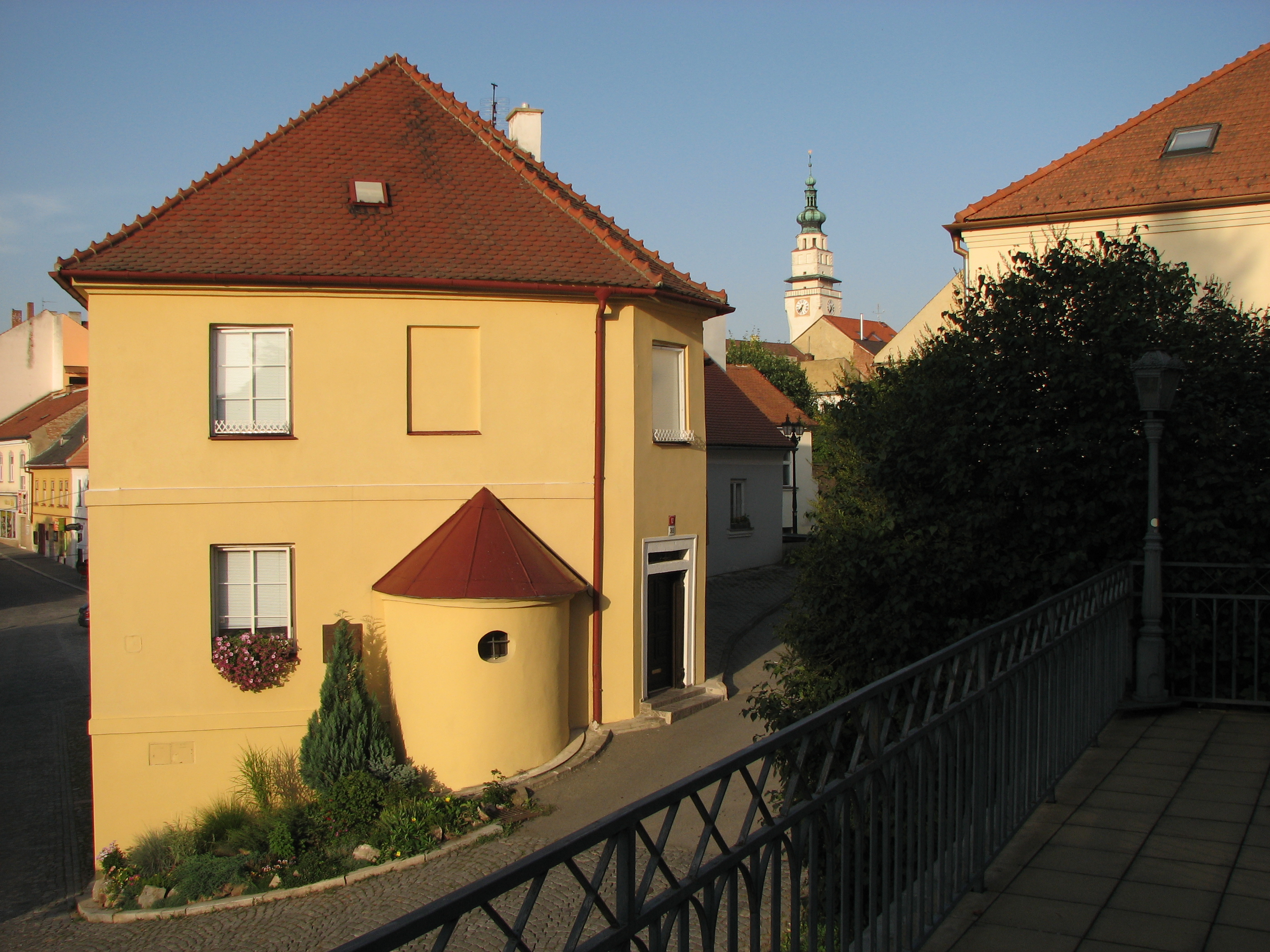
Židovský dům Boskovice
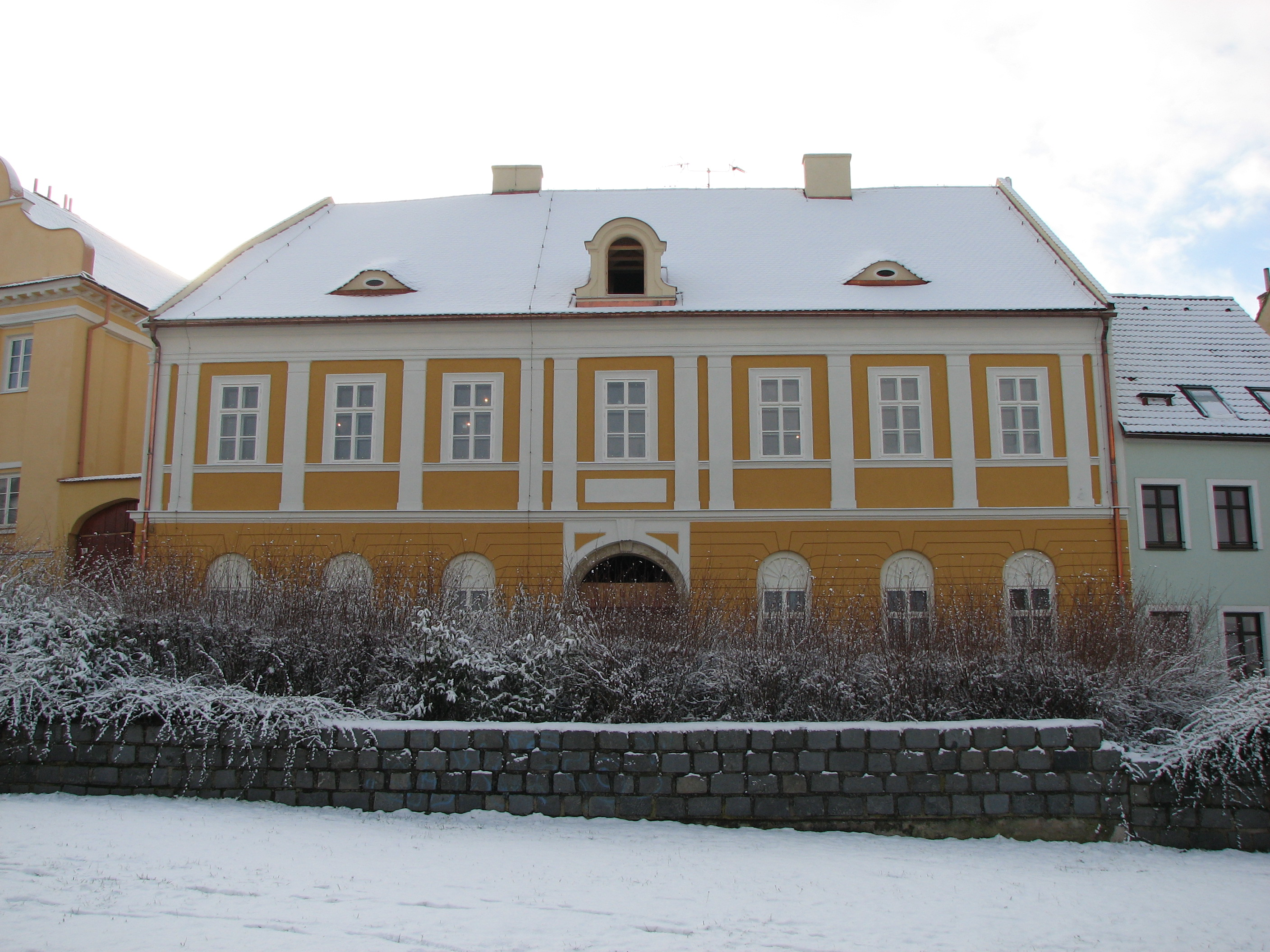
Židovská škola Boskovice
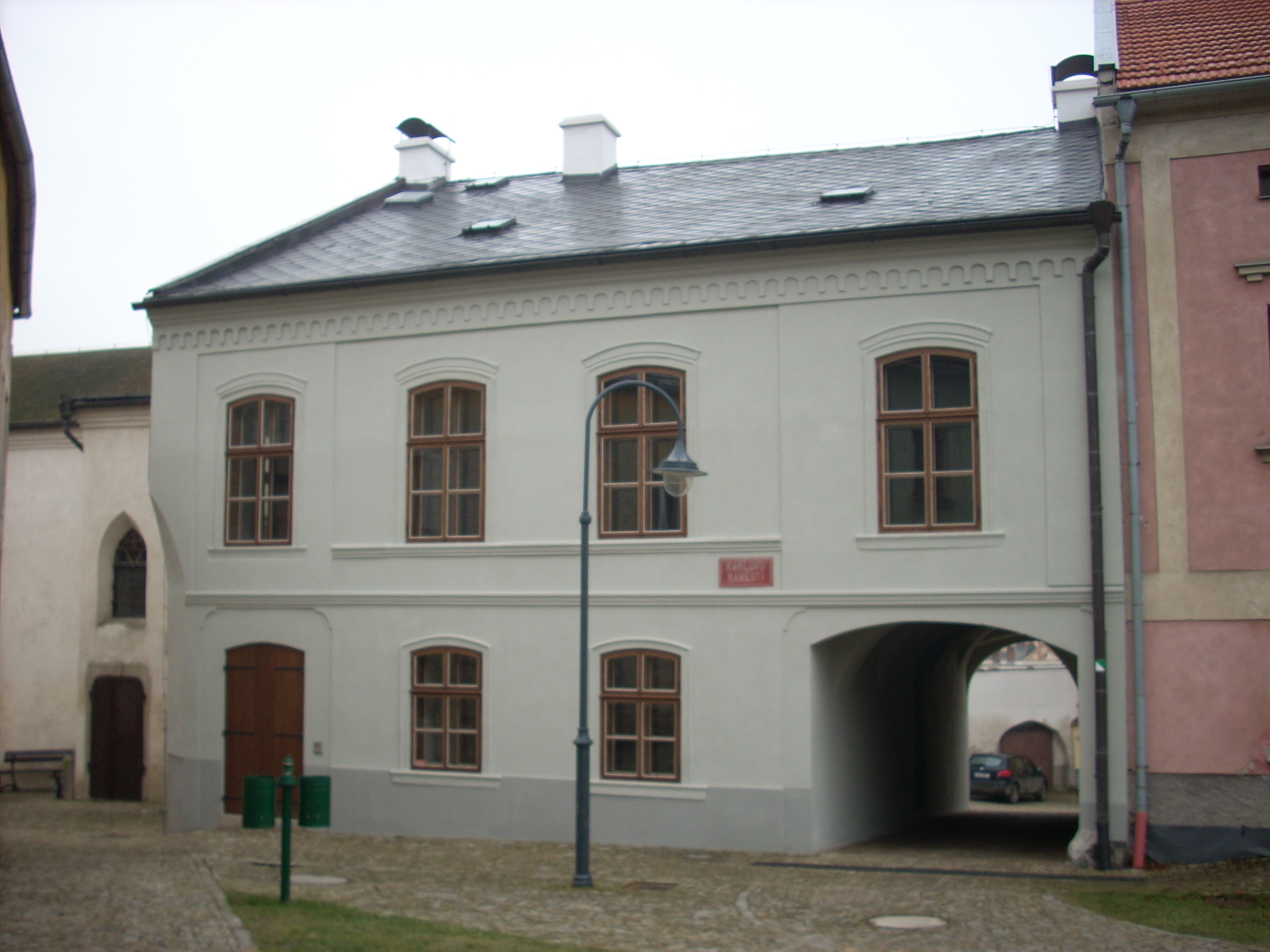
Rabínský dům Polná
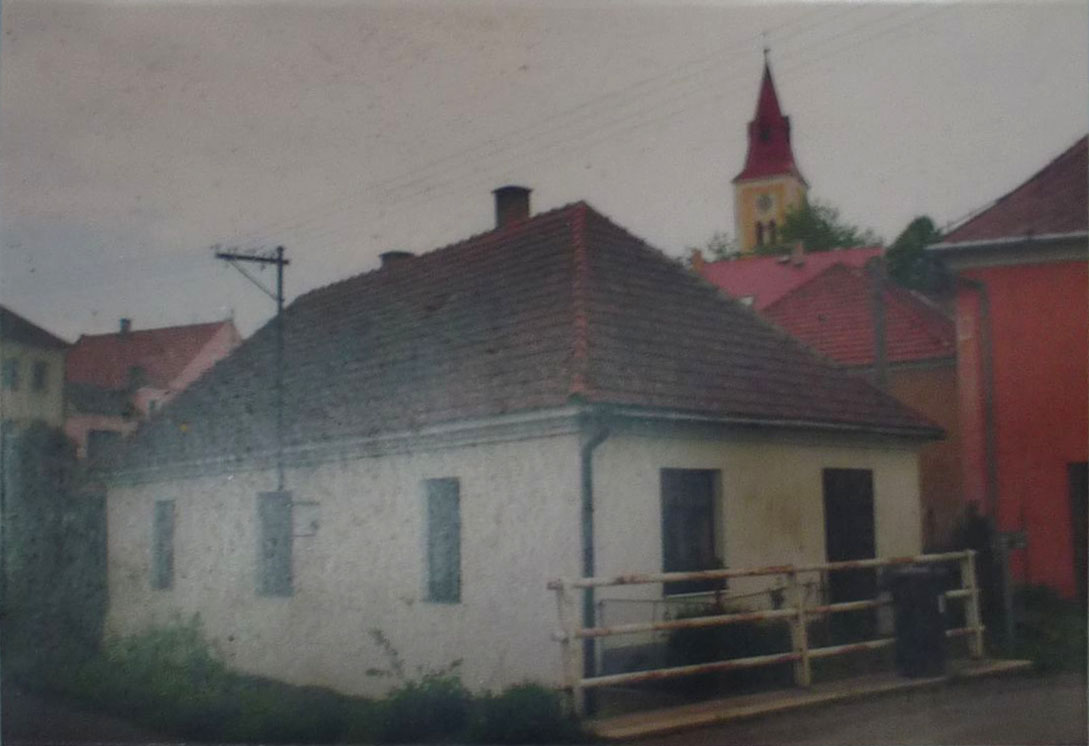
Židovský dům Hořepník
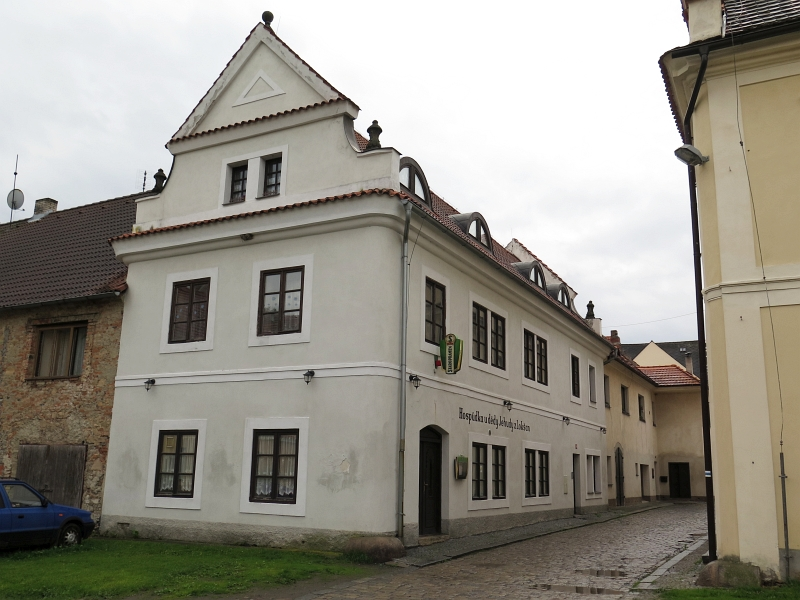
Židovský dům Březnice
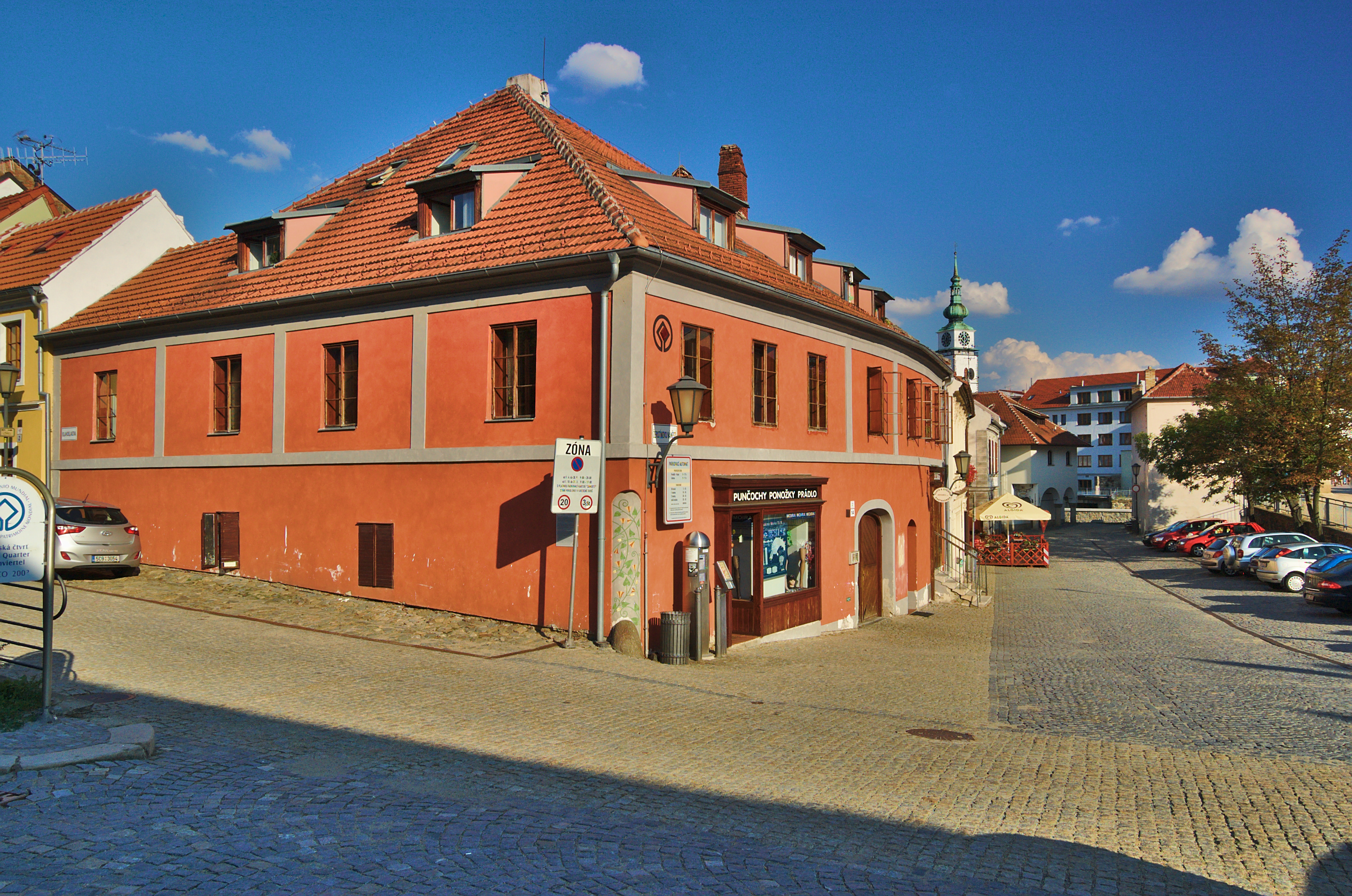
Židovský dům Třebíč
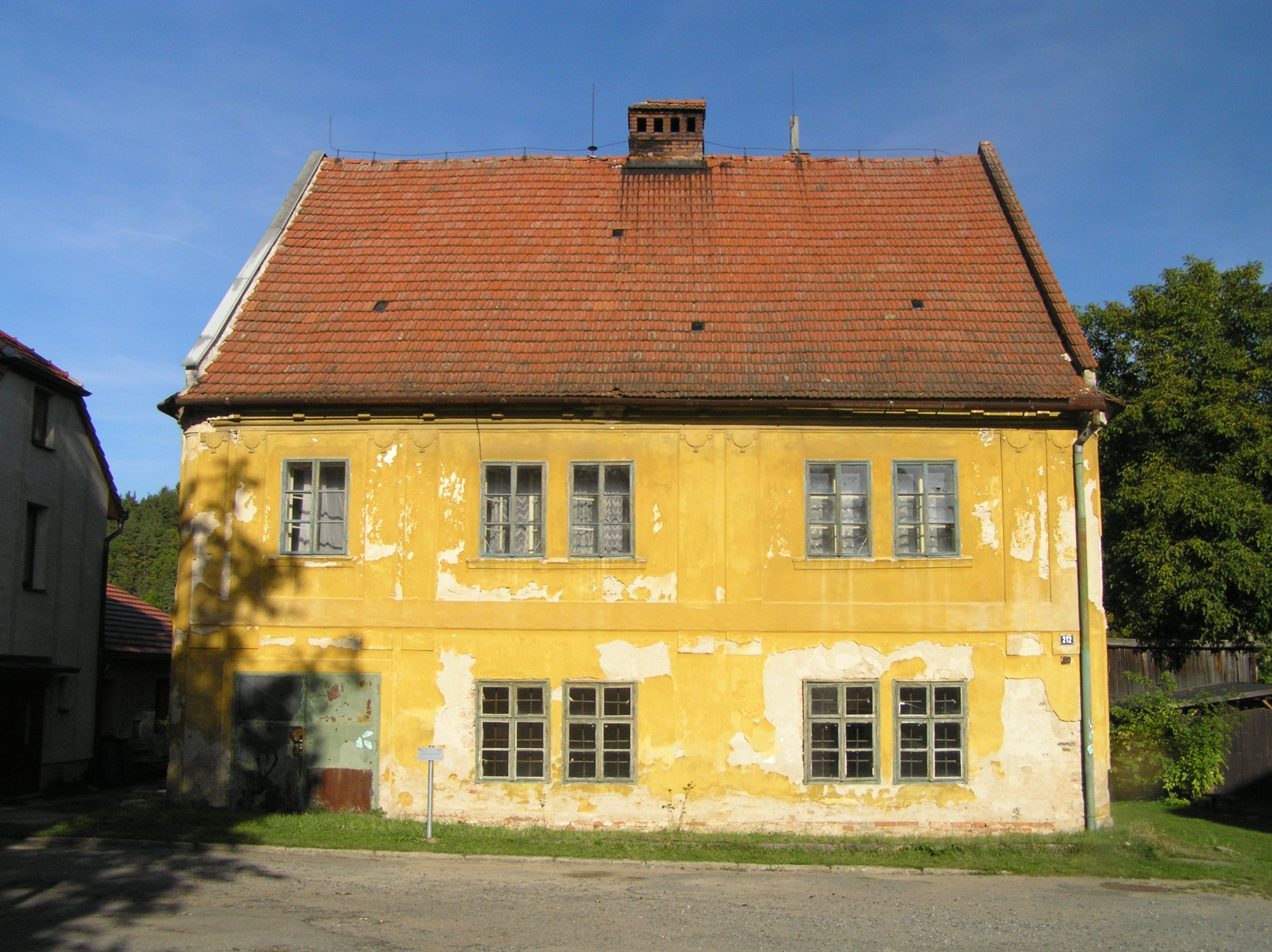
Židovský škola Lomnice
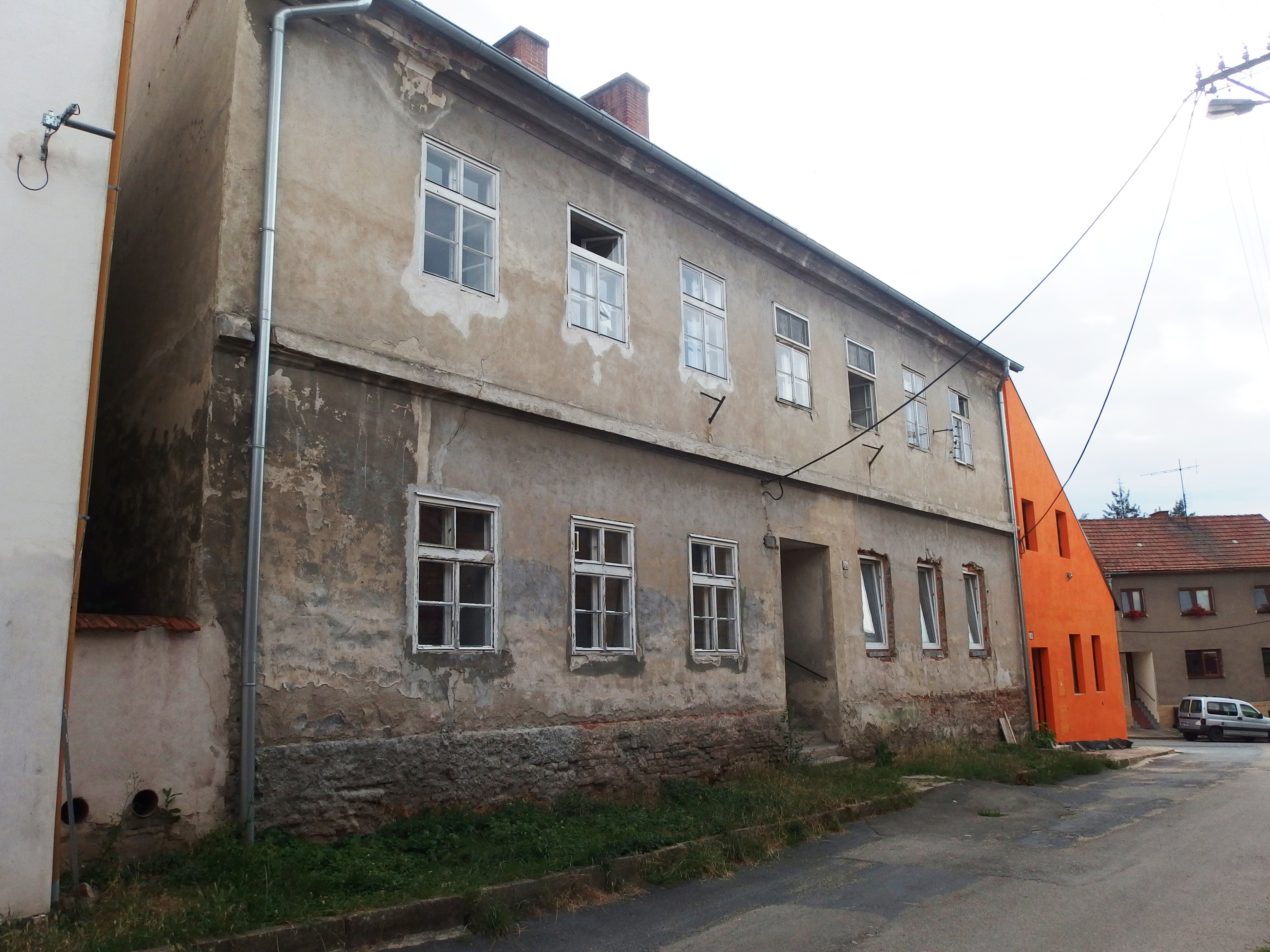
Židovská škola Kounice
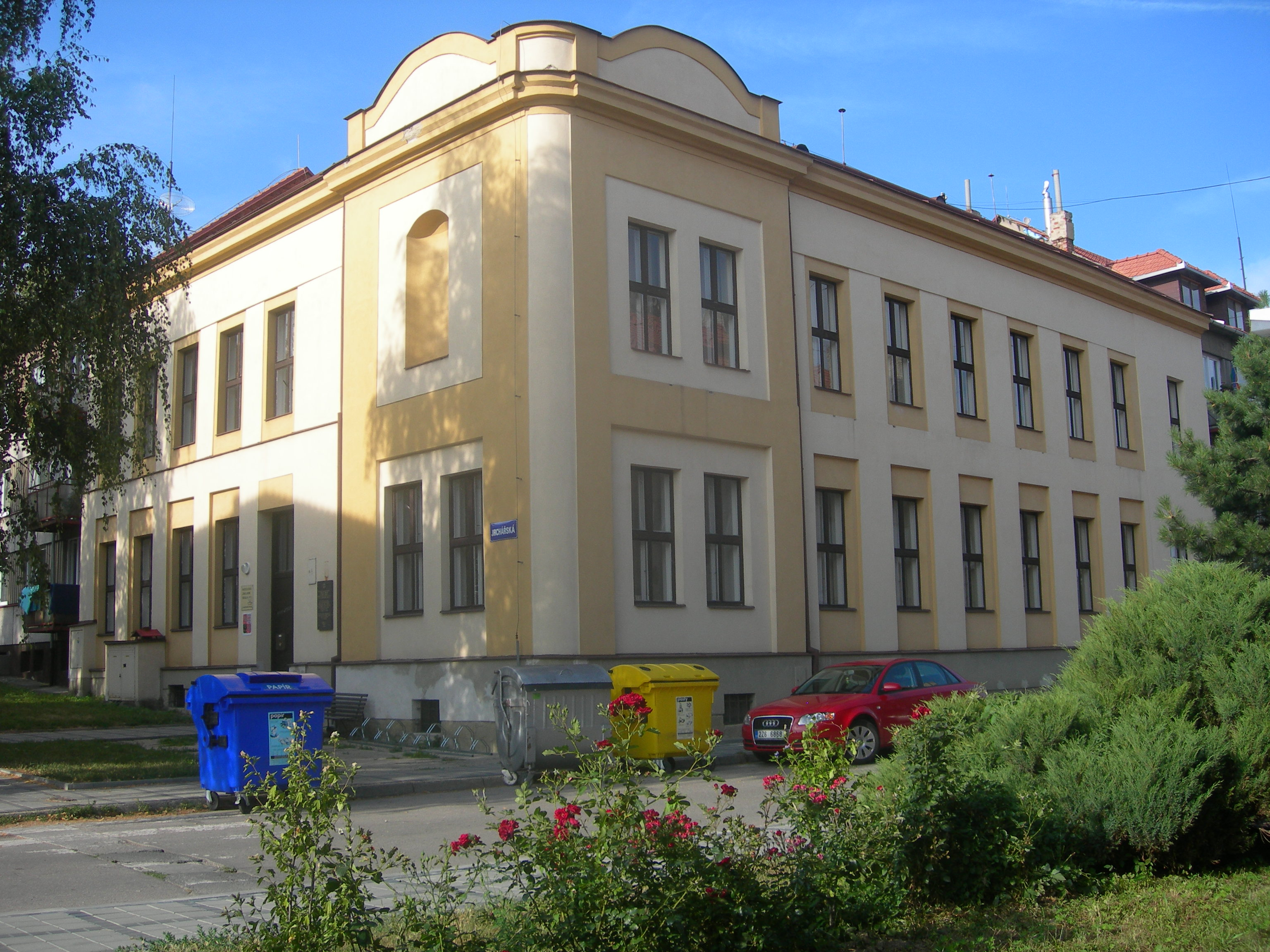
Židovská škola Uherský Brod
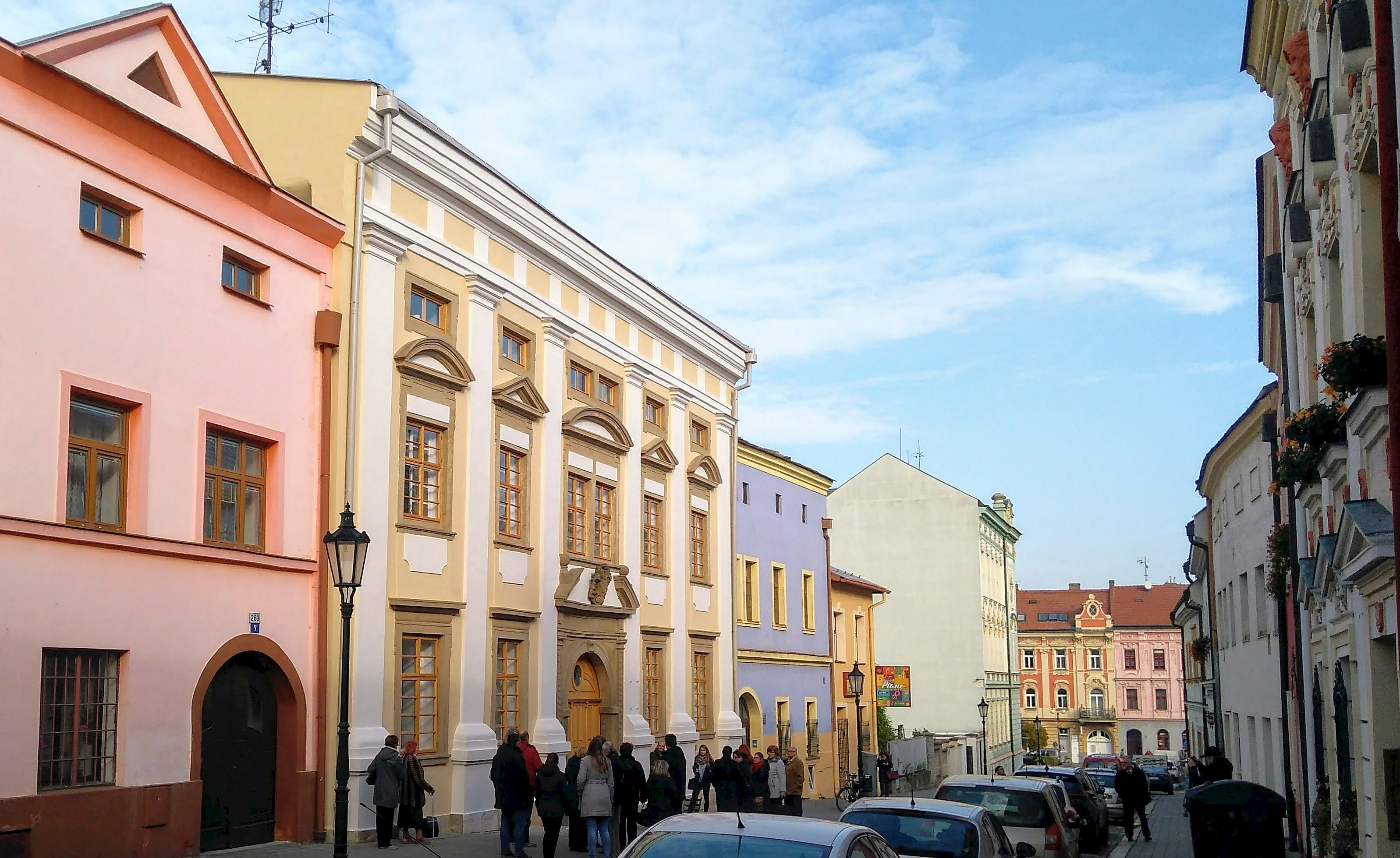
Židovská radnice v Kroměříži
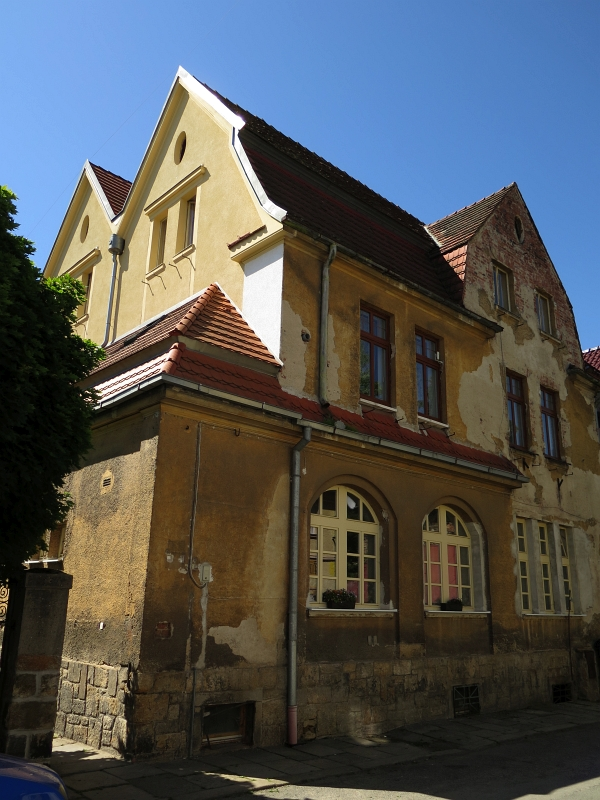
Rabínský dům Tachov
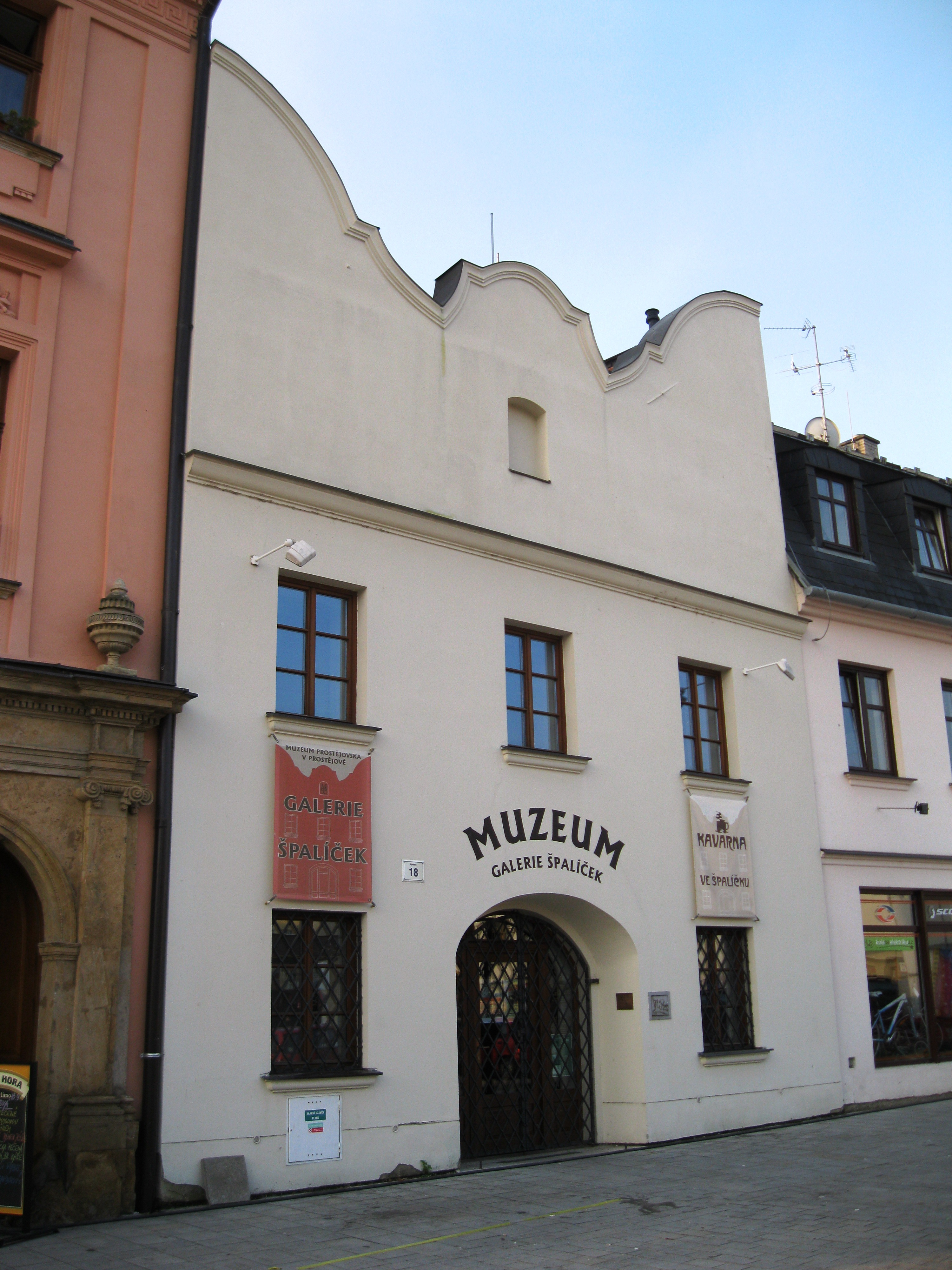
Židovský dům Prostějov
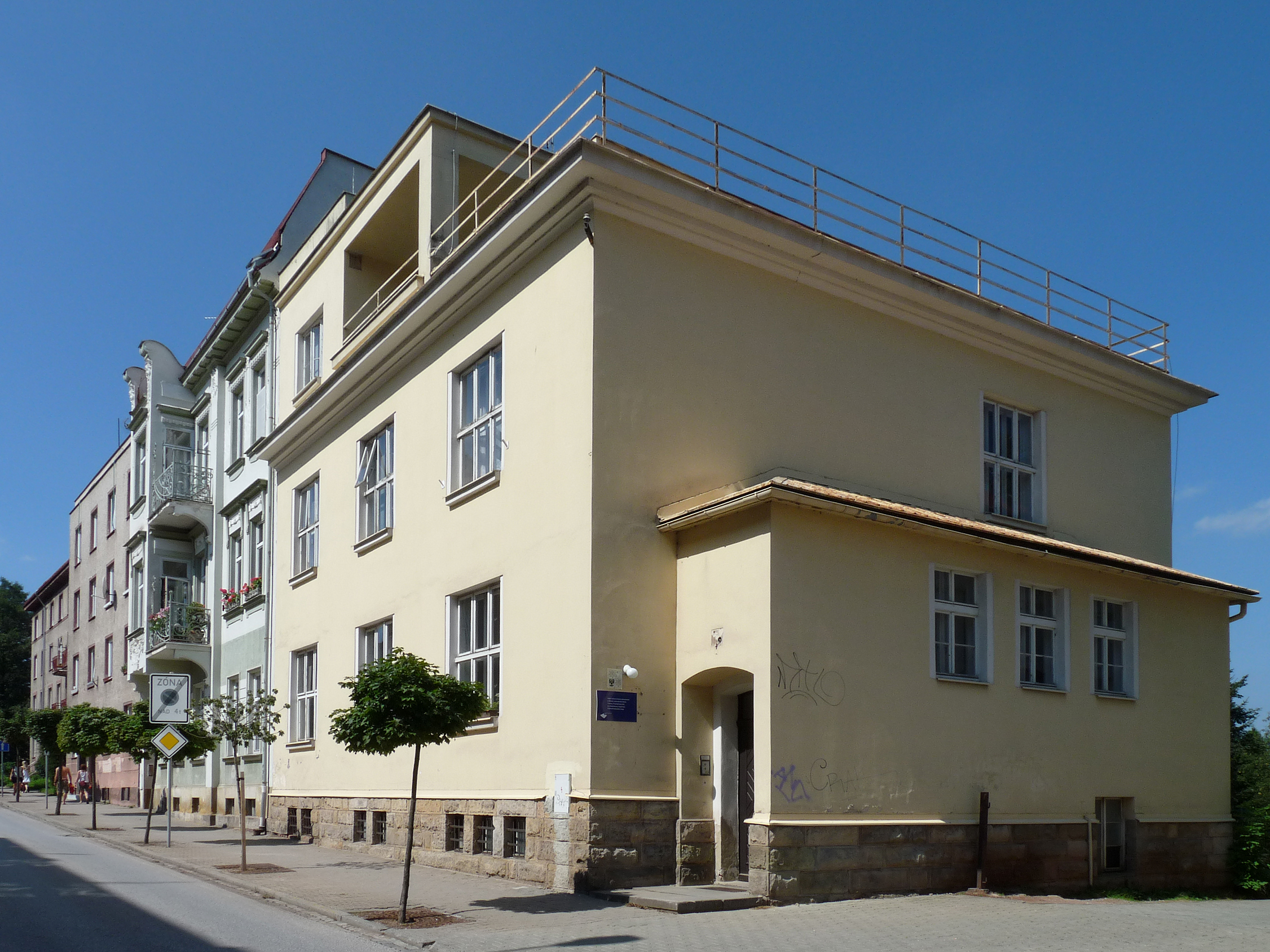
Židovský dům Trutnov
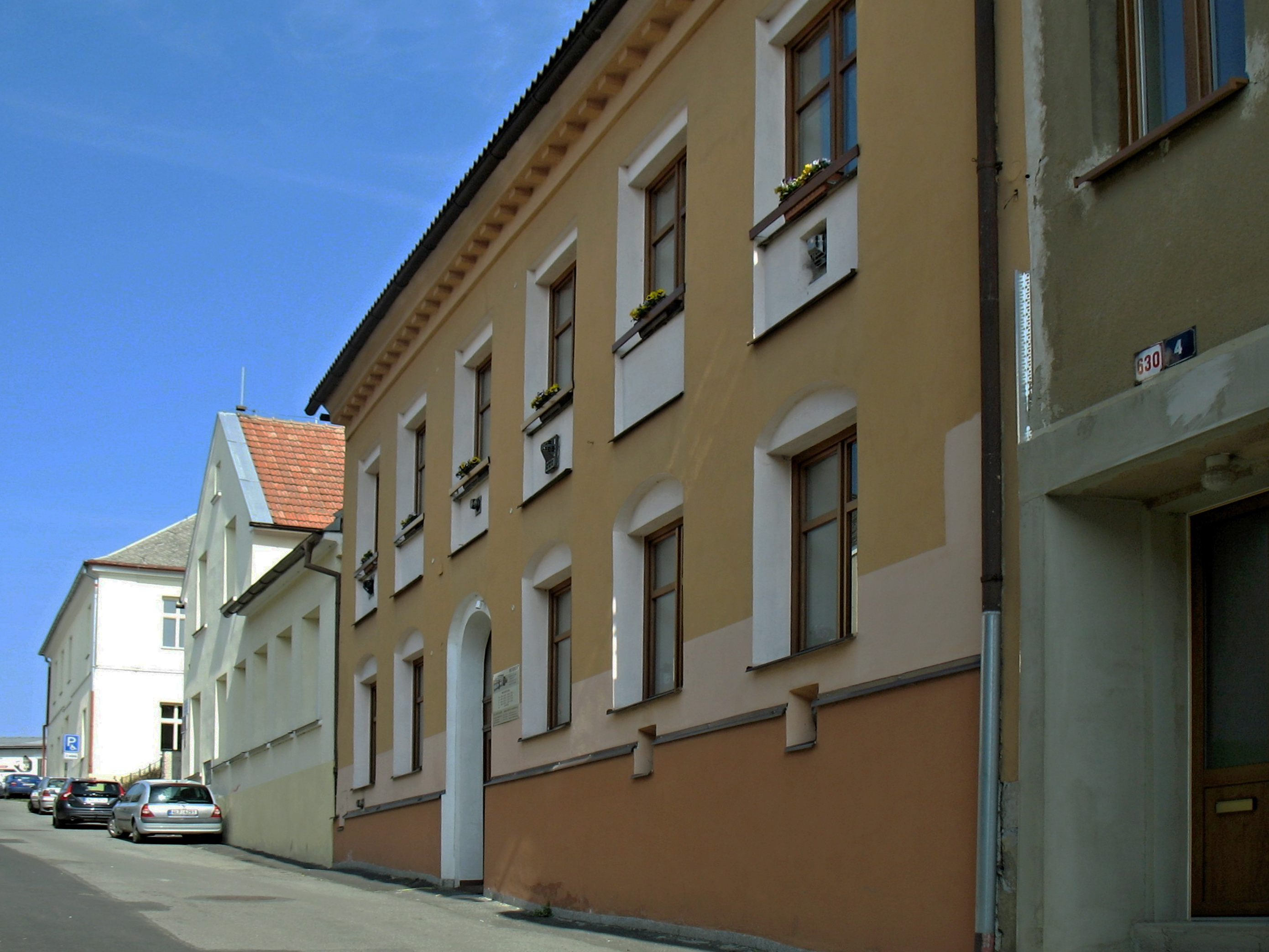
Bývalý židovský chudobinec Česká Lípa
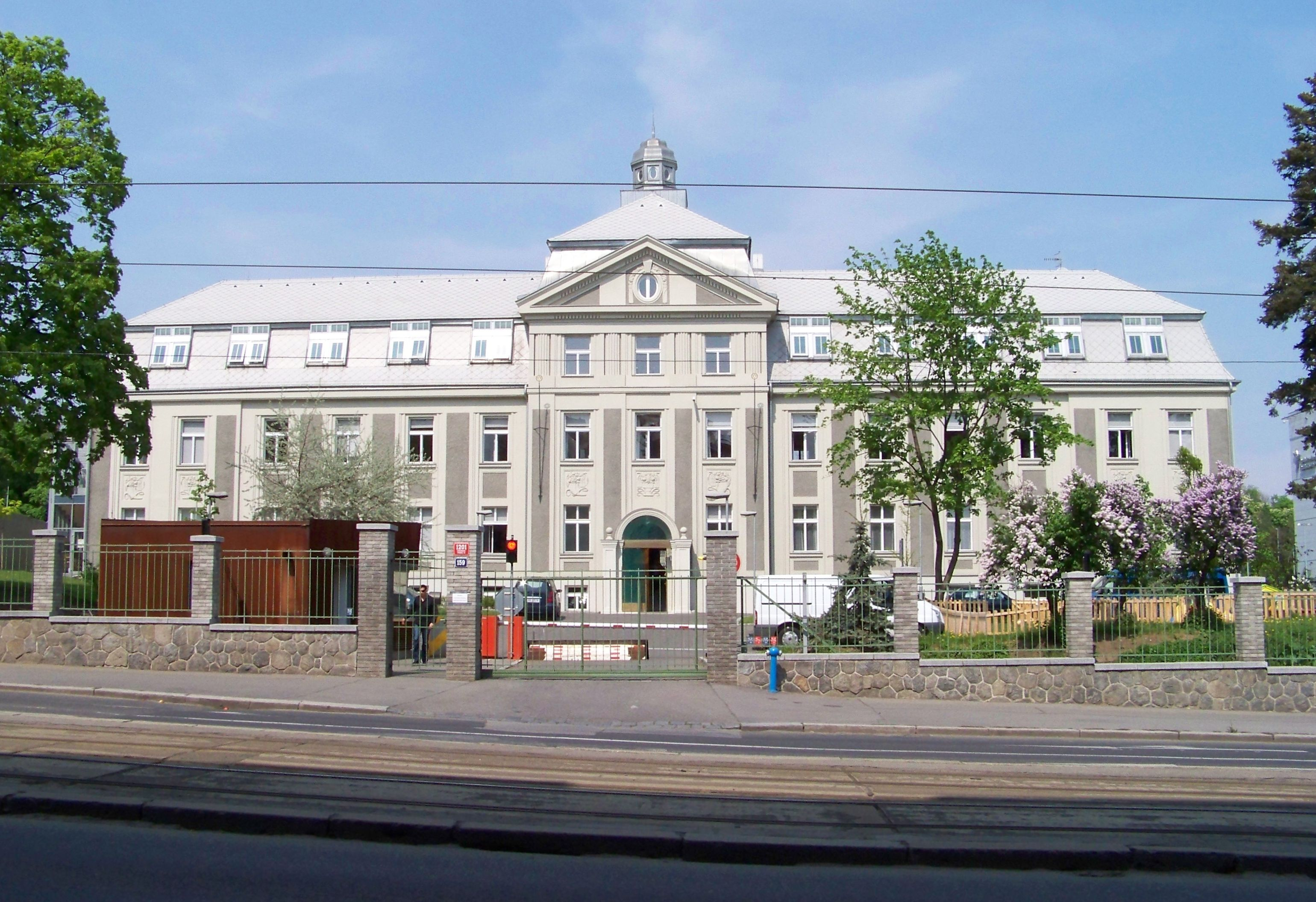
Domov sociální péče Hagibor